# Běh na lyžích na Zimních olympijských hrách 1998
Běh na lyžích na Zimních olympijských hrách 1998 v Naganu.

## Medailové pořadí zemí
| Pořadí | Země             | Zlato | Stříbro | Bronz | Celkově |
| ------ | ---------------- | ----- | ------- | ----- | ------- |
| 1.     | Rusko (RUS)      | 5     | 2       | 1     | 8       |
| 2.     | Norsko (NOR)     | 4     | 3       | 2     | 9       |
| 3.     | Finsko (FIN)     | 1     | 0       | 2     | 3       |
| 4.     | Rakousko (AUT)   | 0     | 1       | 1     | 2       |
| 5.     | Itálie (ITA)     | 0     | 2       | 2     | 4       |
| 6.     | Česko (CZE)      | 0     | 1       | 1     | 2       |
| 7.     | Švédsko (SWE)    | 0     | 1       | 0     | 1       |
| 8.     | Kazachstán (KAZ) | 0     | 0       | 1     | 1       |
|        | Celkem           | 10    | 10      | 10    | 30      |

## Medailisté

### Muži
| Disciplína        | Zlato                                                                          | Výkon     | Stříbro                                                                     | Výkon     | Bronz                                                                       | Výkon     |
| ----------------- | ------------------------------------------------------------------------------ | --------- | --------------------------------------------------------------------------- | --------- | --------------------------------------------------------------------------- | --------- |
| 10 km klasicky    | Bjørn Dæhlie · Norsko (NOR)                                                    | 27:24,5   | Markus Gandler · Rakousko (AUT)                                             | 27:32,5   | Mika Myllylä · Finsko (FIN)                                                 | 27:40,1   |
| 30 km klasicky    | Mika Myllylä · Finsko (FIN)                                                    | 1:33:55,8 | Erling Jevne · Norsko (NOR)                                                 | 1:35:27,1 | Silvio Fauner · Itálie (ITA)                                                | 1:36:07,8 |
| 50 km volně       | Bjørn Dæhlie · Norsko (NOR)                                                    | 2:05:08,2 | Niklas Jonsson · Švédsko (SWE)                                              | 2:05:16,3 | Christian Hoffmann · Rakousko (AUT)                                         | 2:06:01,8 |
| stíhací závod     | Thomas Alsgaard · Norsko (NOR)                                                 | 1:07:01,7 | Bjørn Dæhlie · Norsko (NOR)                                                 | 1:07:02,8 | Vladimir Smirnov · Kazachstán (KAZ)                                         | 1:07:31,5 |
| štafeta 4 × 10 km | Norsko (NOR) · Sture Sivertsen · Erling Jevne · Bjørn Dæhlie · Thomas Alsgaard | 1:40:55,7 | Itálie (ITA) · Marco Albarello · Fulvio Valbusa · Fabio Maj · Silvio Fauner | 1:40:55,9 | Finsko (FIN) · Harri Kirvesniemi · Mika Myllylä · Sami Repo · Jari Isometsä | 1:42:15,5 |

### Ženy
| Disciplína       | Zlato                                                                                   | Výkon     | Stříbro                                                                                           | Výkon     | Bronz                                                                                              | Výkon     |
| ---------------- | --------------------------------------------------------------------------------------- | --------- | ------------------------------------------------------------------------------------------------- | --------- | -------------------------------------------------------------------------------------------------- | --------- |
| 5 km klasicky    | Larisa Lazutinová · Rusko (RUS)                                                         | 17:37,9   | Kateřina Neumannová · Česko (CZE)                                                                 | 17:42,7   | Bente Martinsenová · Norsko (NOR)                                                                  | 17:49,4   |
| 15 km klasicky   | Olga Danilovová · Rusko (RUS)                                                           | 46:55,4   | Larisa Lazutinová · Rusko (RUS)                                                                   | 47:01,0   | Anita Moen-Guidon · Norsko (NOR)                                                                   | 47:52,6   |
| 30 km volně      | Julija Čepalovová · Rusko (RUS)                                                         | 1:22:01,5 | Stefania Belmondová · Itálie (ITA)                                                                | 1:22:11,7 | Larisa Lazutinová · Rusko (RUS)                                                                    | 1:23:15,7 |
| stíhací závod    | Larisa Lazutinová · Rusko (RUS)                                                         | 28:29,9   | Olga Danilovová · Rusko (RUS)                                                                     | 28:36,7   | Kateřina Neumannová · Česko (CZE)                                                                  | 28:37,2   |
| štafeta 4 × 5 km | Rusko (RUS) · Nina Gavriljuková · Olga Danilovová · Jelena Välbeová · Larisa Lazutinová | 55:13,5   | Norsko (NOR) · Bente Martinsenová · Marit Mikkelsplassová · Elin Nilsenová · Anita Moen-Guidonová | 55:38,0   | Itálie (ITA) · Karin Moroderová · Gabriella Paruzziová · Manuela Di Centaová · Stefania Belmondová | 56:53,3   |